# Будкіна Людмила Григорівна
Будкіна Людмила Григорівна (*2 січня 1935 року — 19 травня 2022) — українська гідрологиня, кандидатка географічних наук, доцентка кафедри гідрології та гідрохімії Київського національного університету.

## Біографія
Народилась 2 січня 1935 року в селі Устинівка Кіровоградської області.
Закінчила у 1957 році Київський університет за спеціальністю «географ-гідролог».
У 1957–1995 роках працювала інженером-методистом заочного відділення географічного факультету, аспірантом, асистентом.
З 1962 року доцент Київського університету. Кандидатська дисертація «Гідрологічне районування лісостепової зони УРСР».
У 1962–1995 роках викладала на кафедрі гідрології суші (тепер кафедра гідрології та гідроекології). Читала спеціальні курси: «Вчення про стік», «Озерознавство», «Гідрологія суші» та ін.

## Наукові праці
Автор понад 100 наукових та навчально-методичних праць з гідрологічних розрахунків та статистичних методів у гідрології. Основні праці:
1. Основи загальної гідрології. — К., 1975 (у співавторстві).
2. Внутрішні води України. Серія Природа України. — К., 1982 (у співавторстві).
3. Загальна гідрологія. — К., 2000 (у співавторстві).